# USS Roe (DD-418)
Lo USS Roe (hull classification symbol DD-418) fu un cacciatorpediniere della United States Navy, appartenente alla classe Sims, così chiamato in onore dell'ammiraglio Francis Asbury Roe (1823–1901) che combatté durante la guerra di secessione americana.
Entrato in servizio nel gennaio del 1940, prese parte alla seconda guerra mondiale operando sia nel teatro europeo (prendendo parte all'operazione Torch e allo sbarco in Sicilia) che in quello dell'oceano Pacifico, ricevendo un totale di sei battle star; ritirato dal servizio attivo il 30 ottobre 1945, fu pochi giorni dopo avviato alla demolizione.